# Kommunalvalg 1946
Kommunalvalg 1946 er en dansk propagandafilm fra 1946 med instruktion og manuskript af Torben Anton Svendsen.

## Handling
En vogn er kørt fast. Alle tilskuere har gode råd at give, men vognen flytter sig ikke af stedet. Først da de allesammen lægger skuldrene til, kommer den i vej igen. Med denne symbolik som baggrund opfordres vælgerne til at stemme.